# 필리핀 난쟁이 물총새
필리핀 난쟁이 물총새(영어: Philippine dwarf kingfisher) 또는 마젠타 난쟁이 물총새는 필리핀의 고유종인 물총새과에 속하는 조류이다. 자연 서식지는 아열대 또는 열대 기후 지역의 습윤 저지대 숲이다. 서식지 감소로 인해 위협받고 있다.

## 분류
필리핀 난쟁이 물총새는 1848년 독일의 박물학자 요한 야콥 카프가 이명법에 따라 Alcedo melanura로 공식적으로 기술했다. 이명법은 "검은 꼬리를 가진"이라는 뜻의 고대 그리스어 melanouros로부터 유래되었다. 필리핀 난쟁이 물총새는 1799년 프랑스의 박물학자 베르나르제르멩 드 라세페드에 의해 도입된 케익스속에 속한다.
3종의 아종이 알려져 있다.
- C. m. melanurus (Kaup(영어판), 1848년) – 루손섬, 폴리요섬, 알라밧섬(영어판), 카탄두아네스주 (필리핀 북부)
- C. m. samarensis (Steere(영어판), 1890년) – 사마르섬, 레이테섬 (필리핀 중앙 동부)
- C. m. mindanensis (Steere, 1890년) – 민다나오섬, 바실란주 (필리핀 남부)

아종 C. m. mindanensis는 때때로 별도의 종인 필리핀 남부 난쟁이 물총새(Ceyx mindanensis)로 취급된다.
2020년 3월, 아종 C. m. mindanensis의 어린 새가 처음으로 사진에 찍혔다. 필리핀 현지 생물학자인 마이클 데이비드 드 레온은 10년 동안 들판에서 이 새의 사진을 찍었다.